# فورد ایکس‌ال فالکن
فورد ایکس‌ال فالکن (Ford XL Falcon) خودرویی است که از اوت ۱۹۶۲ تا فوریه ۱۹۶۴ تولید شده‌است.
طراحی آن خودروهای موتور جلو-محور عقب بوده است. سیستم جعبه‌دندهٔ آن به دو صورت خودکار و دستی است.

## نگارخانه

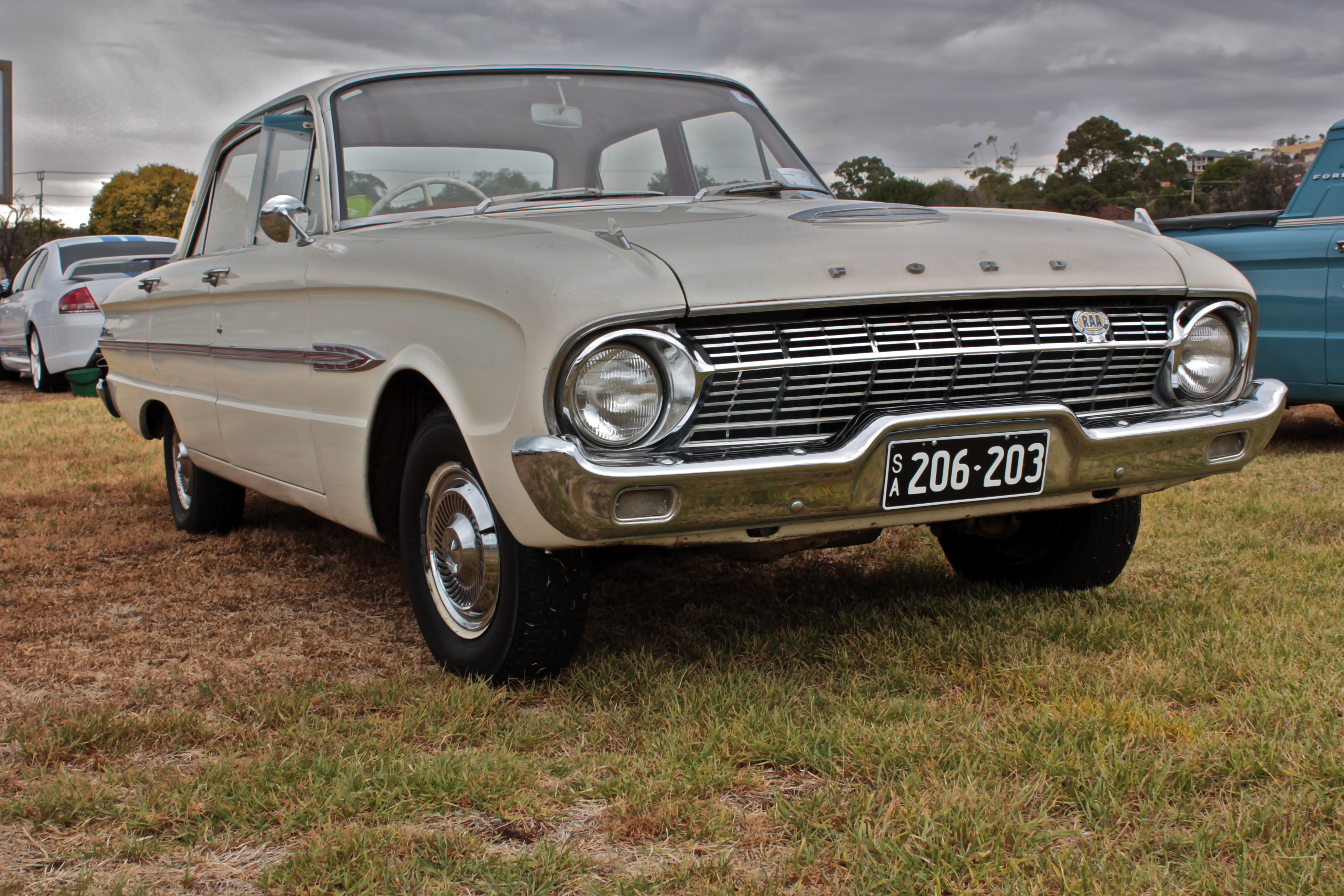
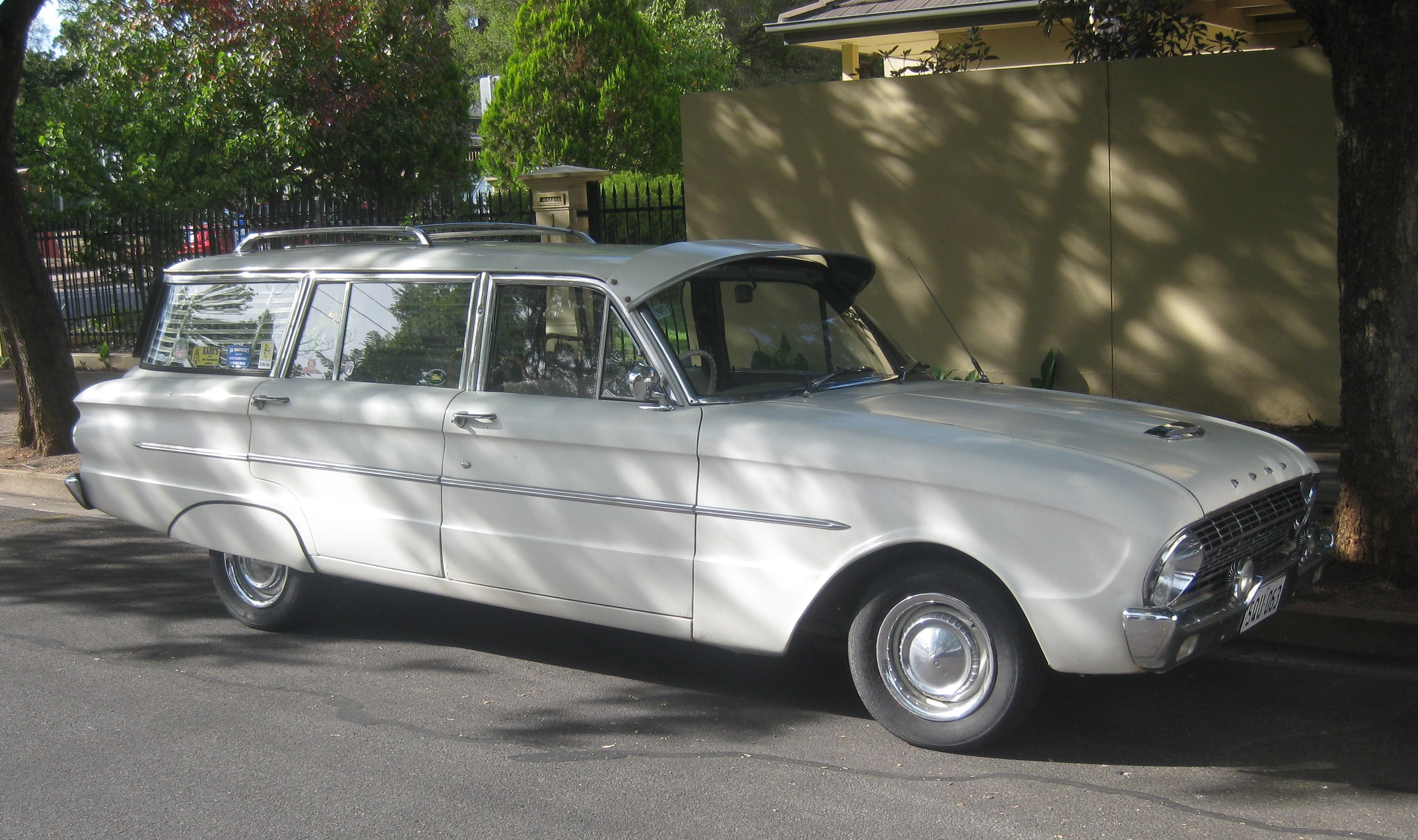
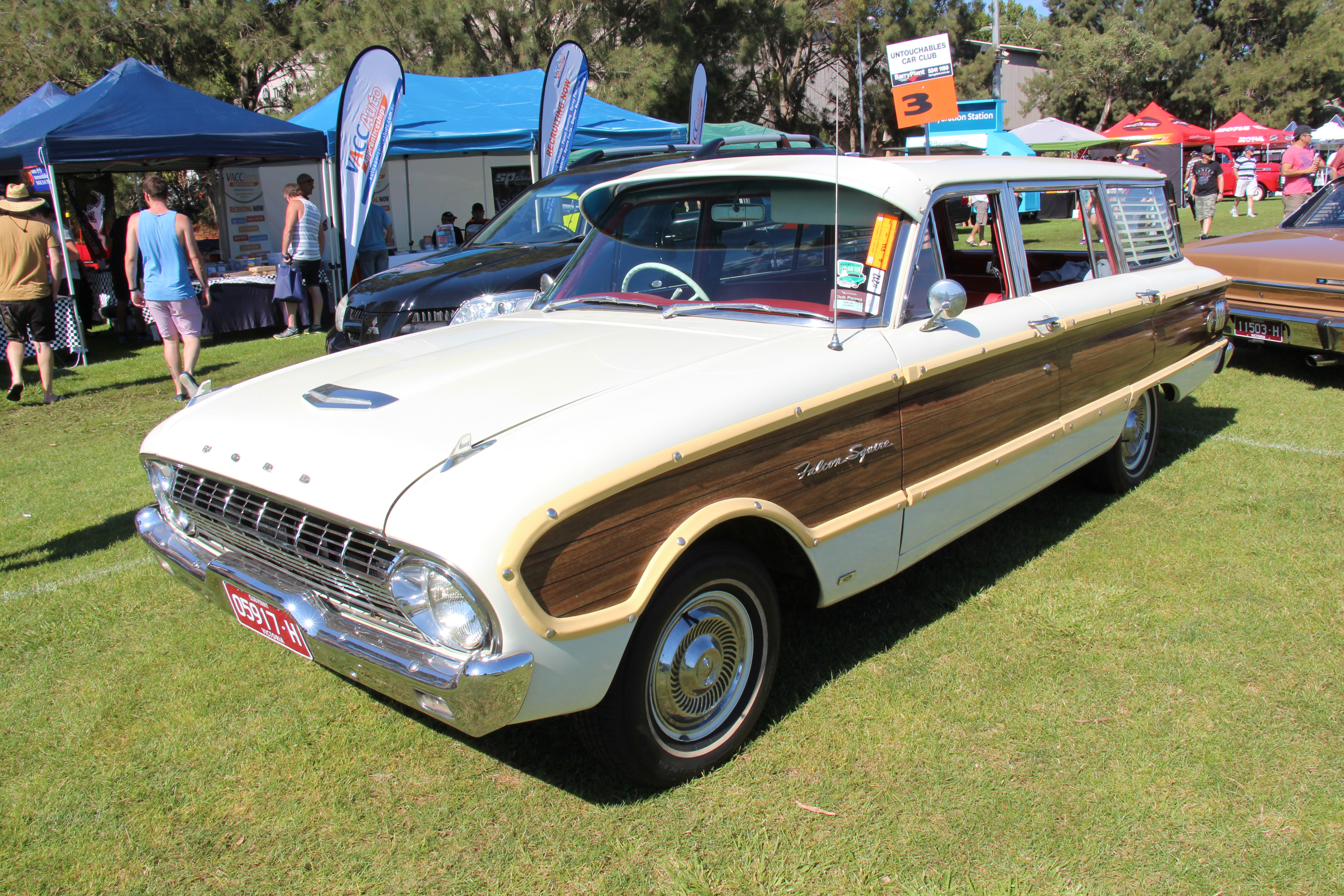
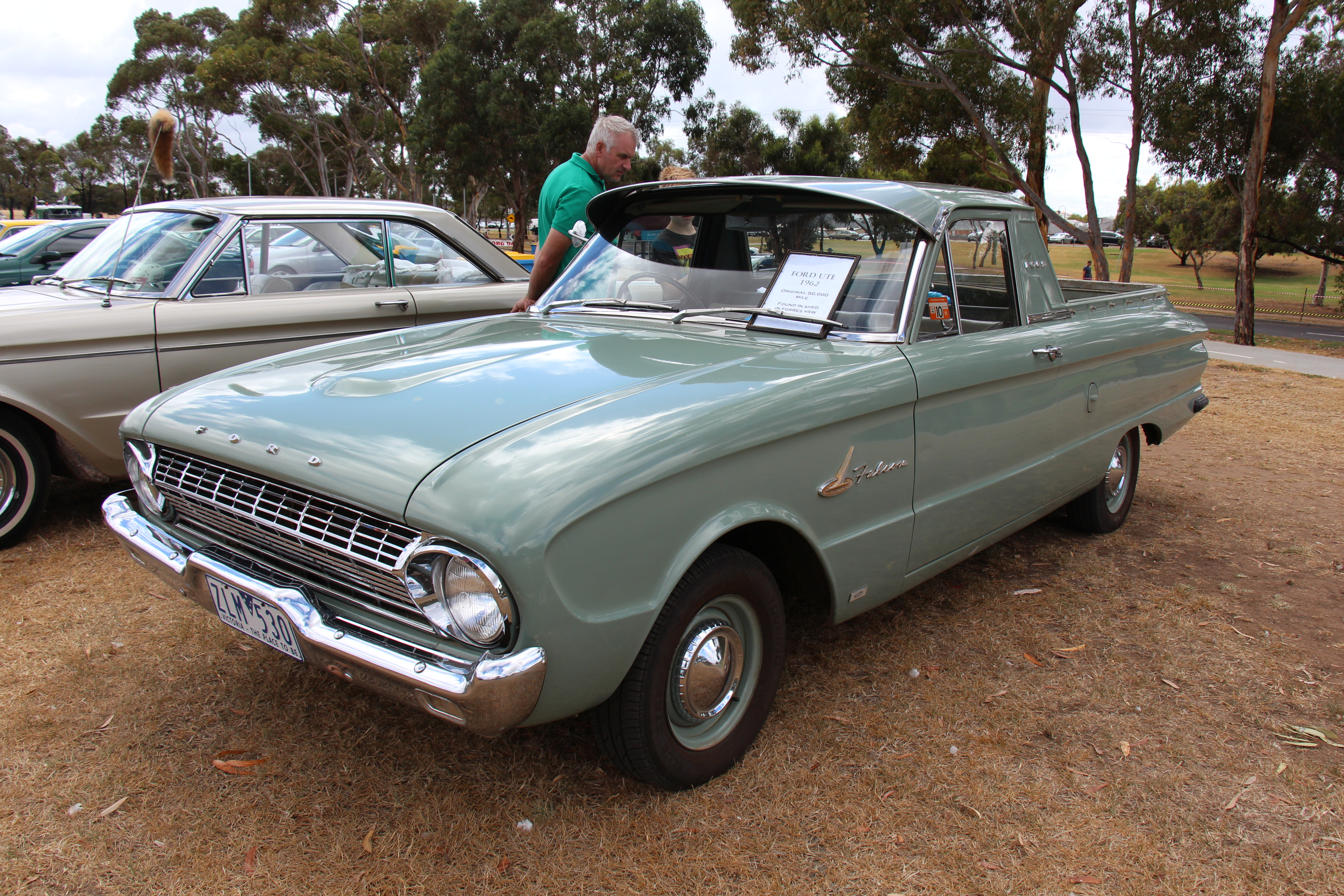
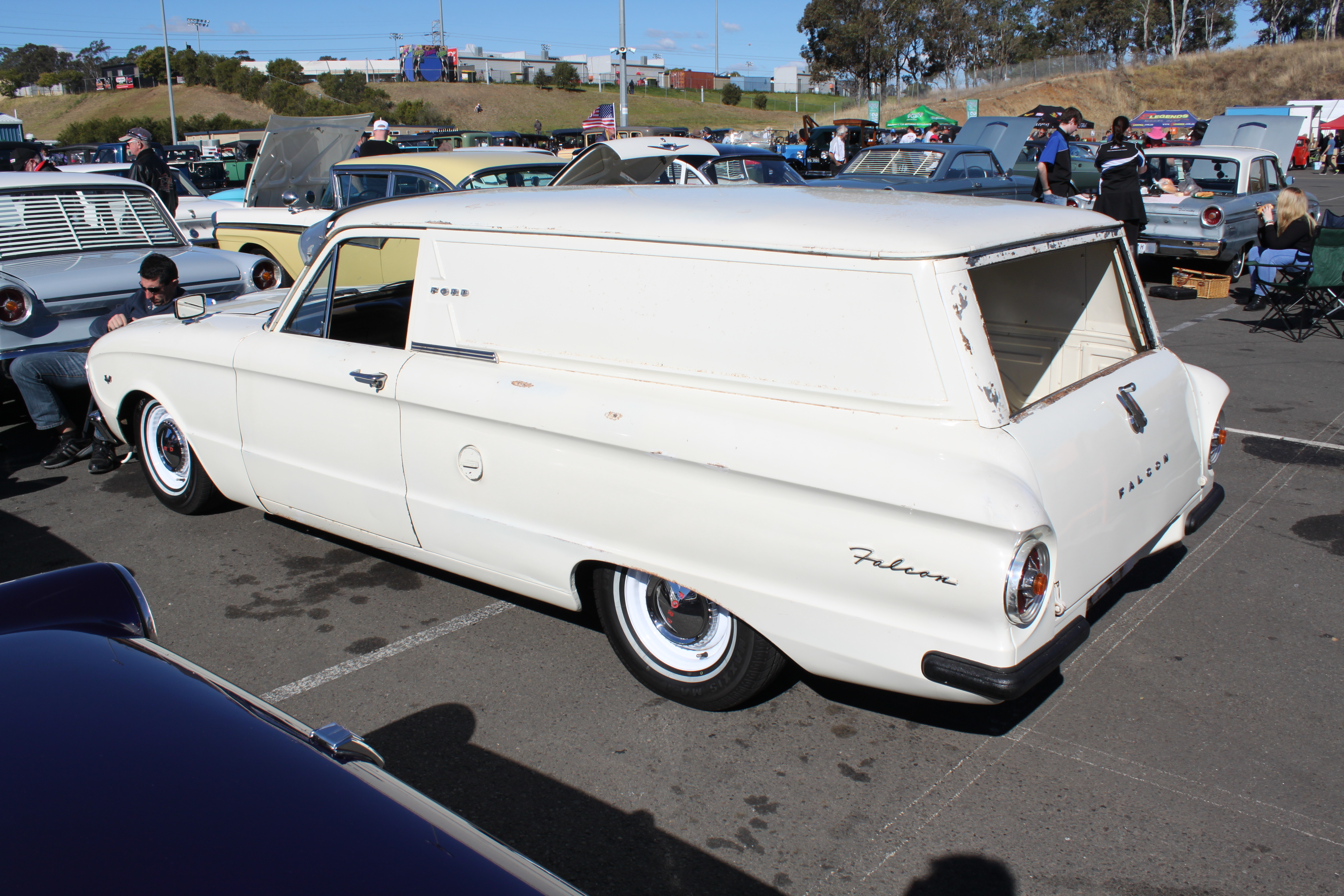